# Українсько-іракські відносини
Ірак офіційно визнав Україну 1 січня 1992 року, а дипломатичні відносини між Україною та Іраком були встановлені 16 грудня 1992 року. Діяльність Посольства України в Іраку започатковано у травні 2001 року. Починаючи з 2007 року функціонує Посольство Республіки Ірак в Україні.
У 2014 році Міністерством закордонних справ України заплановано розширення дипломатичної присутності в Республіці Ірак (відкриття консульства / відділення Посольства України в м. Ербіль).
До 2012 року політичний діалог між Україною та Республікою Ірак здійснювався переважно у рамках участі в щорічних сесіях Генеральною Асамблеєю ООН, а також під час проведення інших міжнародних заходів.
15-18 березня 2012 року на запрошення Голови Верховної Ради України В. Литвина відбувся візит в Україну делегації Комітету з питань вищої освіти та наукових досліджень Ради представників (парламенту) Республіки Ірак.
28 травня 2012 року у м. Багдад проведено чергові політичні консультації між МЗС України і МЗС Республіки Ірак, у ході яких обговорено актуальні питання двостороннього співробітництва, а також розвиток подій в регіоні Близького Сходу.
20-22 листопада 2012 року відбувся офіційний візит Міністра закордонних справ України К. Грищенка до Республіки Ірак, за результатами якого відновлено політичний діалог на високому рівні, визначено перспективні напрями взаємовигідного співробітництва між обома країнами.
6 березня 2013 року у Верховній Раді України створено Групу дружби «Україна — Ірак», яка складається з 26 депутатів.

## Торговельно-економічне співробітництво між Україною та Іраком
У 2013 році двосторонній товарообіг між Україною і Республікою Ірак досяг 767,8 млн. $ (у тому числі експорт — 767 805 тис., а імпорт — 151 тис. $). Основними товарами, які експортує Україна в Республіку Ірак, є високотехнологічне обладнання, чорні метали, електричне устаткування, деревина, готові продукти із зерна, цукор, какао, м'ясо, яйця та молочні продукти.
На виконання ст. 10 Угоди між Урядом України та Урядом Іраку про торговельне, економічне, наукове та технічне співробітництво, 9 жовтня 2000 року у м. Багдад був підписаний Протокол між Урядом України та Урядом Іраку про створення Українсько-іракської спільної комісії з питань торговельного, економічного, наукового та технічного співробітництва.
23-27 липня 2013 року Міністр торгівлі Республіки Ірак Х. Бабекер здійснив візит в Україну, за результатами якого досягнуто домовленості щодо поглиблення двостороннього співробітництва.
Починаючи з 2011 року, на щорічній основі проводяться українсько-іракські бізнес-форуми.
5 лютого 2013 року Торгово-промислова палата України і Федерація торгових палат Іраку створили Ділову раду Україна — Ірак з метою сприяння розвитку та зміцненню українсько-іракських відносин в галузях економіки, торгівлі і послуг та інших сферах.
Активно опрацьовується питання створення Почесного консульства України в м. Басра з метою розширення двостороннього торговельно-економічного співробітництва, розширення міжрегіональних зв'язків.